# Пайки (Росія)
Па́йки (рос. Пайки, чув. Пайăк) — присілок у складі Вурнарського району Чувашії, Росія. Входить до складу Азімсірминського сільського поселення.
Населення — 65 осіб (2010; 77 у 2002).
Національний склад:
- чуваші — 97 %